# Kodomo no hi
 (mai 2009).
Si vous disposez d'ouvrages ou d'articles de référence ou si vous connaissez des sites web de qualité traitant du thème abordé ici, merci de compléter l'article en donnant les références utiles à sa vérifiabilité et en les liant à la section « Notes et références ».
Kodomo no hi (子供の日, litt. « journée des enfants ») est un jour férié au Japon. Cette ancienne fête, originellement appelée Tango no sekku (端午の節句), version japonaise de la fête chinoise de la fête des bateaux-dragons (Duanwu) (端午節/端午节, Duānwǔ jíe), nommée Dano (端午/오제) en Corée et Tết Đoan Ngọ (en) (節端午) au Vietnam, clôt la Golden Week le 5 mai. Cela fait suite à l'acculturation et la réprobation du calendrier chinois, utilisé jusqu'en 1873, sous l'influence forcée euro-américaine (et de son calendrier), de l'ère Meiji. Elle célèbre les enfants, et plus particulièrement les garçons, dans tout le Japon. Elle est entourée de nombreux rites et symboles.
Autres appellations japonaises :
- en japonais commun : Tango (端午?), Tango no sekku (端午の節句?, fête saisonnière de Duanwu), Shōbu no sekku (菖蒲の節句?, fête saisonnière du jonc odorant) ;
- en japonais ryuku : Tanwu (端午?), Dangwagunichii (グングァチグニチー?).

## Histoire de Tango no sekku
Le kanji tan (端) a pour sens en japonais « début », « premier », « commencement », et uma/go (午), signifie le signe du cheval, et notamment dans l'astrologie chinoise, mais cela signifie également midi (午, wǔ) en chinois. Toujours en chinois, duan (chinois : 端 ; pinyin : duān), a également le sens d’extrémité. Cela renvoie donc à « fête à l'extrémité de midi », qui correspond en fait au 5e jour du 5e mois, fête de l'été sur le calendrier lunaire chinois. En japonais, on peut penser qu'il y a également une influence par le choix de la date du 5 mai soit dû à un homophone du mot « go » en japonais qui peut aussi signifier « cinq » lorsqu'il s'écrit : 五. On traduit cela parfois en Occident en « double cinq », ce qui n'est pas une habitude en Chine ni en Corée, mais pourrait renvoyer à une mauvaise interprétation du nom en japonais.
Cette fête d'origine chinoise fut introduite à la cour impériale pendant l'époque de Nara (VIIIe siècle) en même temps que les autres sekku (節句, « festivals de saisons ») et marque le début de l'été.
Dans l'ancien temps, ce festival était consacré aux joncs odorants acorus calamus (菖蒲, shōbu, de la famille des Acoraceae), d'où son autre appellation de Shōbu no sekku (菖蒲の節句, « festival des joncs odorants »). Le Tango, hérité de la fête chinoise du Duanwu, se déroulant le 5e jour du 5e mois lunaire que l'on retrouve également en Corée et au Vietnam, était un jour important pendant lequel se déroulaient des rituels purificatoires destinés à écarter les catastrophes.
Ce jour-là, à la Cour comme dans le peuple, on accrochait des feuilles de shōbu et de yomogi (ヨモギ, armoise commune) (en chinois, on appelle également cette fête (艾节 / 艾節, Ài jie, « fête de l'armoise », en japonais mogusa (艾, nom de la plante du yomogi), aux avant-toits des maisons. À la cour, on suspendait également aux piliers des kusudama (くす玉, « couronnes d'herbes médicinales ») où étaient entremêlés notamment de l'armoise et de l'iris et desquels pendaient de longs fils de cinq couleurs, symboles de longévité. On se livrait à des jeux à caractère héroïque comme tirer à l'arc à cheval ou organiser des courses de chevaux. Les vassaux se ceignaient également de couronnes d'iris. Dans le peuple, on organisait des jeux de tir à l'arc, équipe contre équipe, qui eurent cours jusqu'à l'époque Edo pendant laquelle ils furent interdits car considérés comme dangereux.
C'est entre l'époque de Kamakura et l'ère Edo que Tango no sekku (端午の節句) fut popularisée en tant que fête des garçons. Pendant la période de Kamakura, les rites du Tango tombent progressivement en désuétude à la cour. Cependant, les buke (familles de samouraïs) se montrent de plus en plus disposées à accorder une grande importance à cette journée pendant laquelle on remet aux jeunes garçons des éléments d'armure. Cette pratique tient probablement son existence du fait que le mot « shōbu » désignant l'iris est homophone avec shōbu (尚武) qui signifie, lui, « esprit chevaleresque », « valeurs militaires ». C'est aussi à partir de cette époque que se répand parmi le peuple la tradition du shōbu-yu (« bains d'iris »), le saké d'acore, etc..
C'est à l'époque Edo, à l'entrée dans une société de buke, que le Tango prend une dimension importante. Le bakufu (gouvernement militaire), les daimyos (seigneurs) et les hatamoto (vassaux directs du shogun) devaient se rendre au palais d'Edo en grande pompe pour adresser un compliment au shogun et lui apporter des présents.
En 1948, année de la loi sur les jours fériés, Tango no sekku devient la fête nationale qui est connue actuellement et est rebaptisée Kodomo no hi (こどもの日), le jour des enfants.

## Les festivités deKodomo no hi

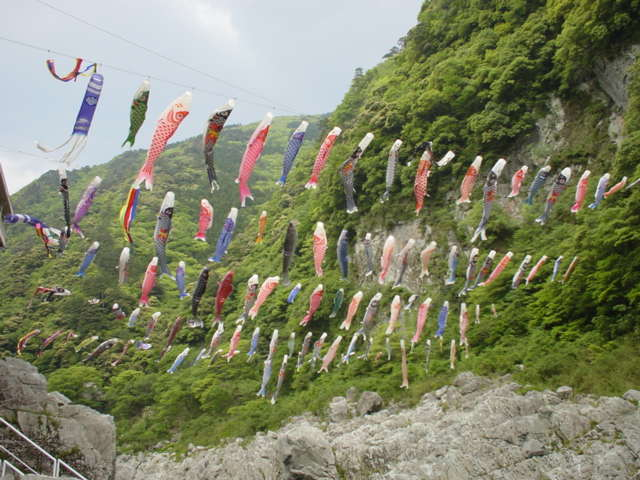
Koi nobori volant à Oboke Koboke dans la vallée d'Iya de la préfecture de Tokushima.

Même si cette fête est de nos jours consacrée à tous les enfants, elle reste encore ancrée dans la tradition et dans son histoire, et célèbre toujours plus particulièrement les garçons. On suspend encore des feuilles de shōbu et de yomogi aux portes des maisons pour conjurer le mauvais sort. Tous les enfants prennent des shōbu-yu (bains d'iris). Ils ont parfois même le droit de boire du saké aromatisé à l'iris. Ils peuvent aussi déguster des pâtisseries traditionnelles préparées pour l'occasion telles que les kashiwa-mochi (かしわ餅) et les chimaki (ちまき).
De nos jours, les enfants ne reçoivent plus d'armures de samouraï mais les familles ayant des garçons exposent une gogatsu ningyō (五月人形, « poupée de mai ») dans le tokonoma (床の間, sorte d'alcôve) de la maison.
Cette fête est également liée à la carpe koï, qui en est devenue le principal symbole, par le biais des koi nobori (鯉幟, littéralement « bannière carpe »), des manches à air en forme de carpes qui représentent la force et la persévérance.
Tous ces rites symboliques permettent de souhaiter bonheur et santé aux enfants. Chacun représente la purification, la croissance, la force et le courage et la persévérance. Des qualités que l'on espère particulièrement pour les garçons puisque cette fête leur était initialement destinée, les filles ayant leur propre fête le 3 mars, pour Hina matsuri (ひな祭り), la « fête des poupées ».